# Christian Fox
Christian Fox, ursprungligen Christopher John McLaughlin, född 5 april 1974 i Port Hardy, British Columbia, Kanada, död 20 september 1996 i New Orleans, Louisiana, USA, var en kanadensisk porrstjärna som var skådespelare i ett antal bögporrfilmer. Fox var en "twink", det vill säga söt och pojklik. Efter ett flertal självmordsförsök dog han av en överdos i september 1996.

## Videografi
- Summer Fever (Falcon Video Pac 91, 1995)
- Courting Libido (1995)
- Big River (Falcon Video Pac 97, 1995)
- House Rules (Falcon Video Pac 90, 1995)
- Coverboys (1996)
- Quick Study: Sex Ed 1 (1998)